# サンセットイエローFCF
サンセットイエローFCF (Sunset Yellow FCF) は、橙色に着色することのできる着色料。アゾ系の食用タール色素に分類される合成着色料である。通称黄色5号（おうしょくごごう）。常温では赤の粒または粉末状の固体で、無臭である。分子式はC16H10N2Na2O7S2、分子量452.38。CAS登録番号 : 2783-94-0、モル質量 : 424.35 g/mol。熱や光には強く安定している。
工業的にはスルファニル酸と2-ナフタレンスルホン酸（シェファー酸）を反応させて生成する。
主に工業製品の着色用途や食品添加物として使用される。旧厚生省は天然に存在しない添加物に分類している。
EUでは食品添加物（E番号:E110）として認可している。またアメリカではFederal Food, Drug, and Cosmetic Act（FD&C法）に基づき、"FD&C Yellow No. 6"として食品（医薬品または化粧品）添加物として認可されている。
FAO/WHO合同食品添加物専門家委員会 (JECFA) の毒性試験では短期毒性、長期毒性および発がん性は確認されていない。国際癌研究機関 (IARC) の発がん性リスク評価においても発がん性が確認できていない（Group 3）。
食品用途には、菓子や清涼飲料への使用が多い。
EU圏では2008年の法律改正 (REGULATION (EC) No 1333/2008) 以降は摂取量の見直し、商品ラベルに対して成分表示することと共に「子供の行動や注意に悪影響を及ぼすかもしれない」という注意文の掲示が義務づけられた（記事 タール色素に詳しい）。